# Hognfjord
Hognfjord est une localité du comté de Nordland, en Norvège.

## Géographie
Administrativement, Hognfjord fait partie de la kommune de Sortland.